# Sínode de la família
La XIV Assemblea General Ordinària del sínode de bisbes, coneguda popularment com el Sínode de la família se celebra del 4 al 25 d'octubre de 2015 i versa sobre el tema «la vocació i la missió de la família a l'Església i al món contemporani». Presenta la voluntat de reflexionar sobre els punts tractats en el Sínode extraordinari de bisbes sobre la família amb la finalitat de formular orientacions pastorals per a l'atenció pastoral de la persona i la família.

## Reunió prèvia
El sínode extraordinari de 2014 va poder entendre's com una preparació per al Sínode de 2015, però tots dos tenen el propòsit de «formar una sola unitat orgànica». Aquest sínode serà més ampli que el sínode de 2014, que conté una gran part de l'episcopat, amb molts bisbes participants sent triats per altres bisbes. Després del sínode de 2015, s'espera que el papa Francesc emetrà una exhortació apostòlica postsinodal conclusiva sobre el tema.
El consell sinodal es va reunir els dies 19 i 20 de novembre de 2014 per començar a planificar per al sínode de 2015. La reunió va tractar la possibilitat de publicar resums diaris de les declaracions dels bisbes, amb la finalitat d'evitar confusions i augmentar la transparència. Igualment, van formar la comissió que redactarà l'informe del que serà «el sínode més representatiu del món».

## Desenvolupament
El 8 de setembre de 2015 es van publicar dos decrets del papa Francesc sobre la reforma del procés canònic per a les causes de declaració de nul·litat de matrimoni. L'objectiu va ser agilitar aquests processos.
El 15 de setembre de 2015 es va publicar la llista de participants. El 2 d'octubre, el cardenal Lorenzo Baldisseri, Secretari General del Sínode dels Bisbes, va informar sobre la manera en què es desenvoluparia el sínode.